# Venkovský dům v Klukovicích
Venkovský dům v Klukovicích v Hlubočepích v Praze stojí v ulici Bublavská v centru obce. Je chráněn jako nemovitá kulturní památka České republiky.

## Historie
V místech domu stál původně středověký dvorec, který byl později renesančně a barokně upraven. Současný vzhled pochází z roku 1879.

## Popis
V jádru domu se nachází starší konstrukce. Jednopatrová budova má mimořádně silné zdi. Přízemí je zaklenuto půlkruhovou valenou klenbou, pravděpodobně z kamene, s dodatečnými výsečemi.